# Oddsskarð
L'Oddsskarð est un col de montagne d'Islande à 705 mètres d'altitude, ainsi qu'une station de sports d'hiver, situés près de la ville d'Eskifjörður, dans les fjords de l'Est.
La route 92 passe par ce col. Elle est l'une des plus élevées du pays – seules les Hautes Terres d'Islande offrent des routes plus élevées. Elle relie les localités de Neskaupstaður et Eskifjörður au moyen d'un tunnel de 626 mètres de longueur et à voie unique – avec places aménagées pour le croisement de véhicules – construit entre 1974 et 1977. Il est situé à 632 m d'altitude.
Du fait même de sa situation géographique, il arrive régulièrement en hiver que cet axe soit fermé. Par conséquent, un tunnel est prévu à un autre endroit, traversant la montagne plus à l'horizontale,.

## Domaine skiable
Oddsskarð, surnommé les « Alpes des fjords de l'Est », est situé à la sortie sud du tunnel. Il est l'un des quatre plus vastes domaines skiables d'Islande. Le domaine est ouvert depuis 1988. Depuis 1994, une partie du domaine est éclairée, ce qui permet la pratique du ski nocturne. Il est homologué par la Fédération internationale de ski pour les compétitions internationales.
Les remontées mécaniques débutent à 513 mètres d'altitude et montent jusqu'à 840 mètres. La piste la plus longue est de 2,5 kilomètres, trois autres pistes sont d'environ 1,5 kilomètre. Les six dernières sont plus courtes. Les deux téléskis principaux ont une longueur cumulée de près de 1,4 kilomètre. Le domaine est ouvert plus de trois mois par an.
La station offre des possibilités de ski hors-pistes et surtout de ski de fond.
Du sommet du domaine, une vue sur le Reyðarfjörður y est offerte quand les conditions météorologiques le permettent.